# Дукча
Дукча́ — река в Магаданской области России, протекает по территории городского округа город Магадан.

## Гидрография
Река берёт начало в горном кряже к северу от Магадана на высоте более 376,6 м над уровнем моря, на склонах горы высотой 1022,7 м и далее дугой огибает сопки с восточной стороны и затем уходит на юг, впадая в бухту Гертнера Охотского моря. На всём протяжении имеет быстрое течение и горный характер. Крупнейший левый приток — река Балахапчан, правый — р. Хабля. Длина — 36 км, площадь водосборного бассейна — 332 км². По данным наблюдений с 1961 по 1985 год среднегодовой расход воды в 1,1 км от устья составляет 5,38 м³/с.

## Гидроним
Согласно лингвистическому анализу название реки произошло от эвенск. дукча — кумжа. По другой, более вероятной версии, название происходит от дюкча — «остов юрты».

## Хозяйственное значение
Долина Дукчи имеет важное сельскохозяйственное и рекреационное значение для экономики города и области. Большая часть бассейна реки расположена в пределах городского округа Магадан, часть включает в себя и Ольский район Магаданской области. Расстояние от центра города до русла реки по трассе Р504 составляет порядка 13 км.
Благодаря окружающим горным хребтам, защищающим от холодных ветров, район долины реки Дукчи является одним из самых благоприятных в климатическом отношении территорий Магадана, поэтому его сельскохозяйственный потенциал начал осваиваться довольно рано. В 1932 году в долине реки был образован совхоз «Дукча», на базе которого впоследствии появились рыбоконсервные предприятия и птицефабрики. Производство развивалось столь успешно, что в 1944 году «Дукчу» посетил вице-президент США Генри Уоллес. Позднее выше по течению появился совхоз «Снежный». В бассейне реки также работает камнедробильная фабрика. Река является популярным местом ловли форели. Над рекой построено несколько мостов.